# إليجاه براينت
إليجاه براينت (19 أبريل 1995 - ) (بالإنجليزية: Elijah Bryant)‏ هو لاعب كرة سلة أمريكي في مركز مدافع مسدد الهدف.

## وصلات خارجية
- إليجاه براينت على موقع الدوري الأوروبي لكرة السلة (الإنجليزية)
- إليجاه براينت على موقع إن بي أي (الإنجليزية)
- إليجاه براينت على موقع سبورتس رفرنس (الإنجليزية)
- إليجاه براينت على موقع كرة السلة الأوروبية.كوم (الإنجليزية)
- إليجاه براينت على موقع كلية كرة السلة في سبورتس رفرنس.كوم (الإنجليزية)
- إليجاه براينت على موقع ريلجم (الإنجليزية)
- إليجاه براينت على موقع بروبوليرز (الإنجليزية)
- إليجاه براينت على موقع سبورتس رفرنس (الإنجليزية)